# Deutschlandsberg
Deutschlandsberg (slovenska: Lonč) är en stadskommun i förbundslandet Steiermark i Österrike. Staden är huvudort i distriktet med samma namn. Den ligger cirka 37 km sydväst om Graz vid riksvägen B 76.

## Historia
Deutschlandsberg omnämns för första gången 1153 som Lonsperch. Då var det ett litet samhälle vid fästningen Landsberg, där riddarätten Lonsperch residerade. 1280 blev orten en köping. På 1800-talet utvidgades köpingens namn med Deutsch~ till Deutschlandsberg för att undvika förväxlingar med en annan ort som idag ligger i Slovenien (dt. Windischlandsberg/slov. Podčetrtek). 1918 fick orten stadsrättigheter.

## Orter
Den nuvarande kommunen bildades 2015 vid en kommunreform i Steiermark genom en sammanslagning av kommunerna Bad Gams, Deutschlandsberg, Freiland bei Deutschlandsberg, Kloster, Osterwitz och Trahütten.
Kommunen består av 20 orter (Ortschaften) (inom parentes invånarantal 1 januari 2024):

- Bad Gams (614)
- Bergegg (139)
- Deutschlandsberg (8 485)
- Feldbaum (152)
- Freiland bei Deutschlandsberg (154)
- Furth (131)
- Gersdorf (95)
- Greim (143)
- Hohenfeld (115)
- Kloster (115)
- Kruckenberg (156)
- Mitteregg (79)
- Müllegg (109)
- Niedergams (384)
- Osterwitz (132)
- Rettenbach (78)
- Rostock (77)
- Sallegg (149)
- Trahütten (185)
- Vochera am Weinberg (261)

## Byggnader
Fästningen Landsberg är stadens symbol. Den ägs av staden och inrymmer museet Archeo Norico. Flera utställningar anknyter till den noriska tiden: en utställning om forntiden, en show om kelterna, en samling av antika guld~, silver~ och bronssmycken m m.
Stadens kyrka byggdes mellan 1688 och 1701. Dagens stadshus omnämndes för första gången på 1300-talet. Den nuvarande barock-klassicistiska utformningen fick byggnaden på 1700-talet. Huset köptes 1920 av kommunen för att användas som stadshus.

## Näringsliv
Stadens viktigaste företag är elektronikföretaget Epcos med omkring 1 800 arbetstagare. Andra företag är Seidel Electronics, Kaiser Systeme och Aebi-Rasant som bygger jordbruksmaskiner.

## Kultur
Deutschlandsberg är känd för sitt musikaliska kulturliv. På våren uppträder internationellt kända pianister inom ramen för Deutschlandsberger Klavierfrühling som t.ex. Elisabeth Leonskaja, Oleg Maisenberg, Leonid Brumberg och Svjatoslav Richter. På sommaren genomförs den internationella sommarkursen för operasång "Vittorio Terranova" och den internationella sångtävlingen "Ferruccio Tagliavini". Inom ramen för den stora steiriska avantgarde-festivalen Steirischer Herbst anordnas varje år en ungdomsmusikfest på hösten. Därutöver berikar lokala musikföreningar musiklivet.